# 耳闭
耳闭是指以耳内闭塞，胀闷堵塞感，听力下降为特征的耳病。隐袭性、渐进性耳聋为本病主要症状。相当于西医的慢性卡他性中耳炎。

## 外部連結
- 耳聾 中藥方劑圖像數據庫 (香港浸會大學中醫藥學院) （中文）（英文）
- 中耳炎 （页面存档备份，存于） 中藥方劑圖像數據庫 (香港浸會大學中醫藥學院) （中文）（英文）